# Huy, Lũng Nam
Huy (chữ Hán phồn thể:徽縣, chữ Hán giản thể: 徽县, bính âm: Huī Xiàn, âm Hán Việt: Huy huyện) là một huyện thuộc địa cấp thị Lũng Nam, tỉnh Cam Túc, Cộng hòa Nhân dân Trung Hoa. Huyện này có diện tích 2722 km², dân số năm 2004 là 210.000 người. Mã số hành chính của huyện Huy là 742300. Chính quyền huyện Huy đóng ở trấn Thành Quan. Về mặt hành chính, huyện này được chia thành 6 trấn, 12 hương.
- Trấn: Thành Quan, Phù Gia, Giang Lạc, Nê Dương, Liễu Lâm, Gia Lăng.
- Hương: hương dân tộc Hồi Đông Quan, Ngân Hạnh Thụ, Thủy Dương, Lật Xuyên, Du Long, Ma Duyên, Cao Kiều, Thái Bạch, Du Thụ, Vĩnh Ninh, Đại Hà và Ngu Quan.